# Ursula Mauch

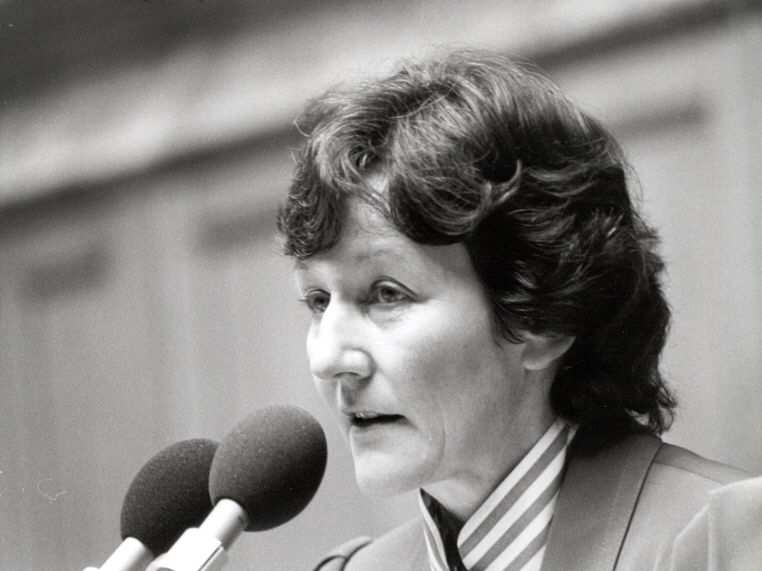
Ursula Mauch (1987)

Ursula Mauch (* 29. März 1935 in Oftringen; heimatberechtigt in Teufenthal und Hasle bei Burgdorf) ist eine Schweizer Politikerin (SP). Sie war die erste Nationalrätin des Kantons Aargau und erste Präsidentin einer Parlamentsfraktion der Schweizerischen Bundesversammlung.

## Familie
Ursula Mauch ist verheiratet mit dem Ingenieur Samuel Mauch (* 1935) und hat drei Kinder. Seit 1964 wohnt sie im aargauischen Oberlunkhofen. Ihre Tochter Corine Mauch (* 1960) wurde  2009 zur Zürcher Stadtpräsidentin gewählt. Der Industrielle Hans Widmer, der unter anderem Oerlikon-Bührle und Schweiter Technologies leitete und sanierte, ist ihr Bruder.

## Ausbildung und berufliche Tätigkeit
Nach der Handelsschule in Neuenburg absolvierte Ursula Mauch von 1954 bis 1957 ein Chemiestudium am Technikum Winterthur. Es folgte ein mehrjähriger Aufenthalt in den Vereinigten Staaten (1959–1964). Von 1970 bis 1987 wirkte sie als Chemie- und Physiklehrerin an der Gewerbeschule Aarau.
Zusammen mit ihrem Mann gründete sie 1976 das Forschungs- und Beratungsbüro INFRAS.

## Politik
1967 war sie Mitbegründerin des linksfreisinnigen Teams 67, das sich für umwelt- und energiepolitische Anliegen einsetzte. Als Vertreterin des Teams 67 kandidierte sie 1971 – unmittelbar nach der Einführung des Frauenstimmrechts – erfolglos für den Ständerat, wurde 1974 aber in den Grossen Rat, das Aargauer Kantonsparlament, gewählt. 1976 trat sie in die SP ein, für die sie bis 1980 im Grossrat politisierte.
1979 wurde sie für die SP in den Nationalrat gewählt, dem sie bis zu ihrem Rücktritt 1995 angehörte. Sie war damit die erste Aargauerin im Nationalrat – und blieb 16 Jahre lang die einzige. Erst 1995 folgten mit der Wahl von Christine Egerszegi, Doris Stump und Agnes Weber weitere Frauen aus dem Aargau in den Nationalrat. Mauch kandidierte 1985 als erste Frau für den Aargauer Regierungsrat (Gesamterneuerung). Im zweiten Wahlgang verlor sie gegen den Freisinnigen Victor Rickenbach, womit die SP ihren zweiten Sitz in der Exekutive nicht verteidigen konnte.
Ab 1987 präsidierte sie als erste Frau der Schweiz eine Fraktion, die SP-Bundeshausfraktion. In den Jahren ihres politischen Wirkens standen etwa die Nachwirkungen der Nuklearkatastrophe von Tschernobyl von 1986, der Fichenskandal 1989, die Öffnung des Eisernen Vorhangs im selben Jahr, die Rio-Konferenz und die EWR-Abstimmung 1992 oder die Bundesratswahl 1993 im politischen Fokus. Bei letzterer wurde sie selbst als Bundesratskandidatin gehandelt, stellte sich dafür aber nicht zur Verfügung.
Ursula Mauch setzte sich vor allem für umwelt-, energie-, bildungs- und europapolitische Anliegen ein. Sie galt „quer durch alle Bundesratsparteien als kompetente, gradlinige und konsensfähige Politikerin“. Ihren Rücktritt 1995 begründete sie damit, dass sie sich „wieder vermehrt der familieneigenen Beraterfirma widmen“ möchte.

## Verschiedenes
Von 1998 bis 2007 war sie Stiftungsratspräsidentin des Künstlerhauses Boswil.